# Tara Rosandić
Tara Rosandić (Zagreb, 2. veljače 1988.) hrvatska je glumica.

## Filmografija

### Televizijske uloge
- "San snova" kao Irina Vokić (2023.)
- "Blago nama" kao Ana Pavić (2020. – 2022.)
- "Pogrešan čovjek" kao Tina (2018.)
- "Počivali u miru" kao Lana Urem (2017.)
- "Čista ljubav" kao Sonja Lončar (2017. – 2018.)
- "Pod sretnom zvijezdom" kao Marta Fijan (2011.)
- "Zauvijek susjedi" kao Jasna (2007.)

### Filmske uloge
- "Narodni heroj Ljiljan Vidić" kao starleta (2015.)
- "Život je truba" kao konobarica (2015.)
- "Zvizdan" kao Petra (2015.)
- "Kosac" kao Maja (2014.)
- "Fur Coat" kao unuka (2011.)
- "Moć montaže" (2009.)
- "Screwed Werder" (2007.)

### Sinkronizacija
- "Zvončica i tajna krila" kao Inja (2012.)

## Nagrade
- Nagrada hrvatskog glumišta za umjetnike do 28.godina za ulogu Lene u predstavi "Tko je srušio Berlinski zid", 2011.
- Najhistrionka, 2014.
- Nagrada hrvatskog glumišta za umjetnike do 28.godina, nominacija za uloge u predstavi "Nevjerojatan događaj", 2015.
- Nagrada za najbolju glumicu na 9. "Gumbekovim danima", 2016.

## Vanjske poveznice
- Tara Rosandić u internetskoj bazi filmova IMDb-u (engl.)
- ansambl, Gradsko dramsko kazalište Gavella